# Kodlipet
Kodlipet är en ort i Indien.   Den ligger i distriktet Kodagu och delstaten Karnataka, i den södra delen av landet, 1 800 km söder om huvudstaden New Delhi. Kodlipet ligger 954 meter över havet och antalet invånare är 2 686.
Terrängen runt Kodlipet är platt. Runt Kodlipet är det tätbefolkat, med 266 invånare per kvadratkilometer. Närmaste större samhälle är Sakleshpur, 19,1 km nordväst om Kodlipet. Omgivningarna runt Kodlipet är en mosaik av jordbruksmark och naturlig växtlighet.